# 飄香劍雨 (電影)
《飄香劍雨》，是1977年台灣六福影業有限公司出品，由李嘉執導、倪匡編劇之武俠片，改編自古龍同名武俠名著《飄香劍雨》。

## 劇情簡介
故事敘述江湖中有一邪教名為天爭，教主武功極為高強，且手段殘酷，因欲稱霸武林，不時令教眾屠殺異己，其現身時均着一面具，故無人知曉其真實身分，更令江湖中人心惶惶。俠客呂南人（田鵬飾）生於名門世家，家傳有劍訣飄香一劍聞名江湖。一日探知因窺視於呂家家傳劍訣之秘，天爭教意突襲於好友凌北修（白鷹飾）一家，遂邀友人三心神君（馬驥飾）趕往相助，豈知抵達凌家時凌北修已被擄，而呂南人歸宅後更發現其妻薛若壁（唐寶雲飾）竟為天爭教主所欺。
呂南人悲憤萬分之下終尋至祖上藏置劍訣處，欲以祖傳之飄香一劍對抗天爭教，豈料傳聞中飄香一劍實乃虛構。呂南人心灰意冷之餘，幸得隱居多年的南偷北盜（葛小寶、陳慧樓飾）傳以絕藝，自此努力學藝，決心消滅天爭教。在凌北修為天爭教所擒後，因不禁美色誘惑而加入天爭教，更在天爭教主命下與呂南人為敵，但始終敵不過武藝大進之呂南人。凌北修死前將一切經過告知呂南人，並表白自己加入天爭教之緣由，而在此番告白中，呂南人境意外發現天爭教主的真正身分……。

## 人物角色
| 角色名稱 | 演員   | 備註       |
| -------- | ------ | ---------- |
| 呂南人   | 田鵬   |            |
| 凌北修   | 白鷹   |            |
| 薛若碧   | 唐寶雲 | 呂南人妻   |
| 蕭蘋     | 汪萍   |            |
| 萬妙仙娘 | 胡錦   | 天爭教壇主 |
| 尤大鈞   | 史仲田 | 天爭教壇主 |
| 古秀才   | 田鶴   | 天爭教壇主 |
| 南偷     | 葛小寶 |            |
| 北盜     | 陳慧樓 |            |
| 阮大成   | 萬重山 |            |
| 三心神君 | 馬驥   |            |
| 愛慧     | 王葳   | 天爭教壇主 |
| 孫敏     | 葉雯   | 凌北修妻   |
| 佛印大師 | 柯佑民 |            |
|          | 聞江龍 |            |
|          | 王力   |            |

## 其他製作人員
- 出品人：郭廷鴻、葉鼓星
- 策劃：原森、張毓華
- 副導演：虞戡平
- 助導：陳瑞康
- 美術指導：顧毅
- 武術指導：謝興、柯受良
- 燈光：曹小炳
- 錄音：高福國
- 效果：席素然

## 外部連結
- Lost Swordship （页面存档备份，存于），〈Hong Kong Cinemagic〉
- 香港影庫上《飄香劍雨》的資料（繁體中文）
- 时光网上《飄香劍雨》的資料（简体中文）
- 豆瓣电影上《飄香劍雨》的資料 （简体中文）
- AllMovie上《飄香劍雨》的资料（英文）
- 互联网电影数据库（IMDb）上《飄香劍雨》的资料（英文）